# Poppo Ier de Frise
Pour les articles homonymes, voir Poppo.
Poppo Ier de Frise (en néerlandais : Poppo I van de Friezen, et en allemand : Poppo I. von Friesland), également connu sous les noms de Popo, Bubo, Bobbo ou encore Bobba (né vers 674 et mort en 734 à la bataille du Boarn), est un roi de Frise de 719 à 734.
Fils d'un chef frison, Radbod, et d'une princesse scandinave, Poppo est resté fidèle au paganisme malgré les nombreux néo-chrétiens du royaume.

## Biographie
Après Aldgisl Ier et Radbod Ier, il est le troisième souverain frison mentionné dans la littérature du début du Moyen Age, mais cette dernière est quasi-muette sur le successeur du roi Radbod.
Poppo est peut-être le dernier roi de Frise (Cependant Aldgisl II, qui serait son frère, aurait également régné au cours de la même période, mais il n'existe pas de récits contemporains de son règne[réf. nécessaire]).
Poppo est très peu présent aux côtés de son supposé père : il mène bataille contre les Francs, étant le chef des armées frisonnes. Sous son commandement, le royaume de Frise s'étend fortement sur les terres franques.
À la mort de Radbod en 719, cette extension territoriale s'arrête et Poppo reprend le pouvoir.
En 732 a lieu une révolte frisonne contre les francs dans la région de Westergo, matée par Charles Martel. Beaucoup de frisons furent pris en otage, convertis au christianisme et reconnurent la suprématie franque, mais pas Poppo.
En 734 a lieu une nouvelle rébellion dirigée par Poppo. Charles Martel rassemble une grande flotte ainsi qu'une armée d'environ 5 000 hommes dans le but de préparer une invasion navale sur Westergo et Ostergo. Les francs ne rencontrent au départ aucune résistance. Les deux armées se rencontrent à la bataille du Boarn (probablement sur le site actuel d'Aldeboarn, l'un des centres commerciaux les plus importants des Frisons à l'époque), avec une victoire finale franque. Poppo est finalement tué lors de cette bataille.
La mort de Poppo marque une étape importante dans la fin du paganisme frison. Charles Martel ordonne de détruire les sanctuaires et de ramener au royaume franc un grand butin.

## Famille

### Mariage et enfants
Marié à la fille d'Ongendus le roi des danois, il eut :
- Afbard de Frise, roi de Frise.